# Hurrikan Felix
Der Hurrikan Felix war ein Kategorie-5-Hurrikan, der 2007 Zentralamerika traf. Felix, der sechste benannte Sturm, zweite Hurrikan und zweite Kategorie-5-Hurrikan der Saison, entstand am 31. August aus einer tropischen Welle und passierte am 1. September die südlichen Inseln unter dem Winde, bevor er sich zu einem Hurrikan verstärkte. Einen Tag später begann sich der Hurrikan rapide in einen schweren Hurrikan zu verstärken und erreichte am 3. September die höchste Kategorie auf der fünfstufigen Saffir-Simpson-Hurrikan-Windskala. Später an diesem Tag schwächte er sich zunächst wieder auf die Kategorie 4 ab, verstärkte sich jedoch am 4. September wieder in einen Kategorie-5-Sturm.
Felix ging am 4. September als Kategorie-5-Hurrikan nahe der Grenzregion von Nicaragua und Honduras, die auch als Miskitoküste bezeichnet wird, an Land, exakt einen halben Monat nachdem Hurrikan Dean Mexiko mit derselben Intensität traf. Hurrikan Felix traf am selben Tag Land, wie Hurrikan Henriette aus dem Ostpazifik, die auf die Küste der Baja California traf. Dies war erst das zweite Mal in der Geschichte, dass Hurrikane aus dem Atlantik und Ostpazifik am selben Tag auf Land trafen. Das letzte Mal geschah dies am 23. August 1992 als Hurrikan Andrew die Bahamas und Hurrikan Lester die Baja California trafen. Hurrikan Felix kostete mindestens 133 Menschen das Leben.

## Sturmverlauf

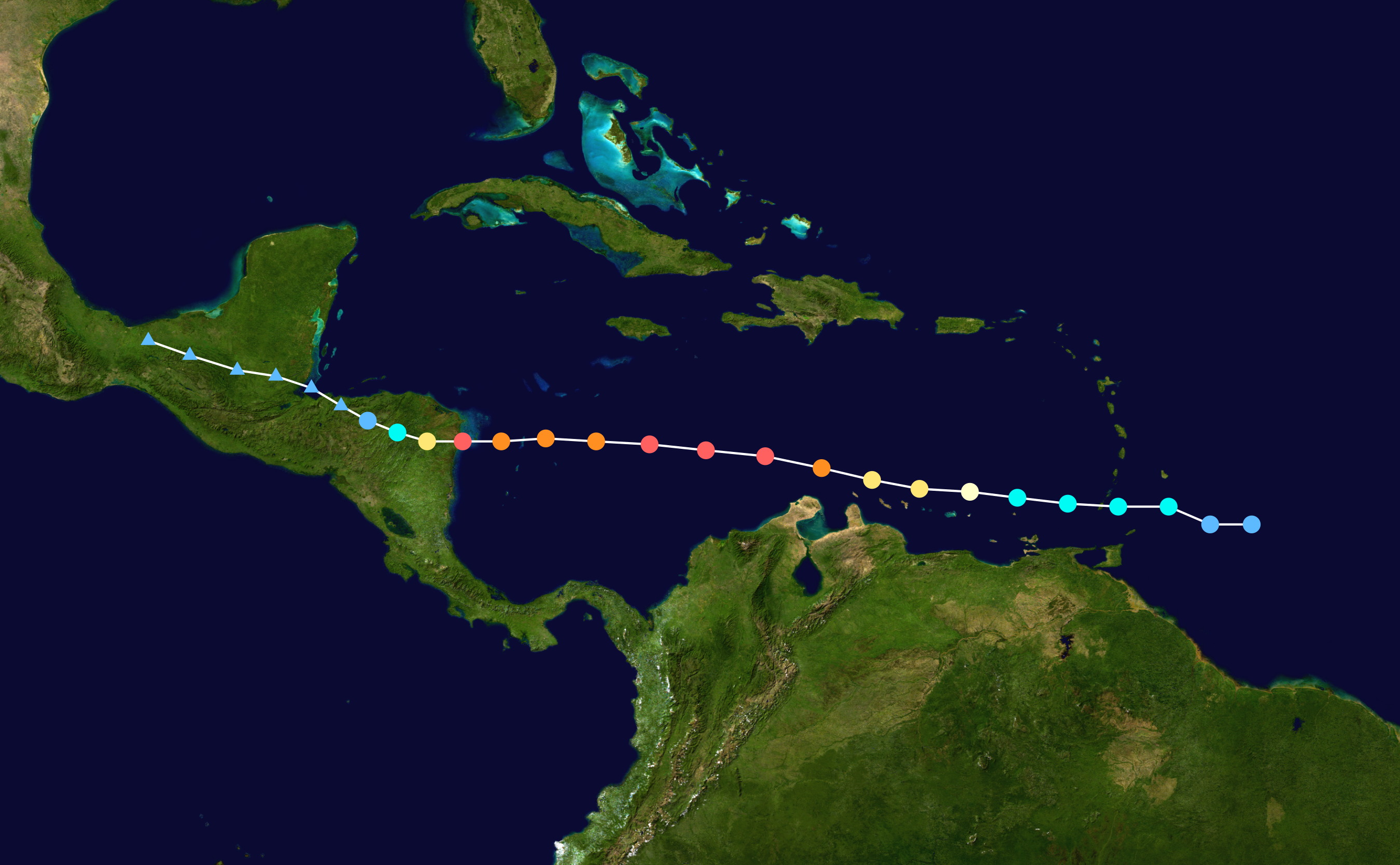
Verlauf des Hurrikans Felix

Am 24. August verließ eine tropische Welle die Küste Afrikas und bewegte sich zunächst ohne tiefe Konvektion mit 23 km/h in westliche Richtung. Die Wellenachse war zunächst nur schwer mittels Satellitenbildern zu lokalisieren, doch als sie sich durch ein Gebiet mit feuchteren Umgebungsbedingungen bewegte, entstand auf ihr ein Gebiet mit verstreuter Gewitteraktivität. Am 25. August verdeutlichten Satellitenaufnahmen eine breite zyklonische Drehung nördlich der ITCZ. Die Welle entwickelte weiterhin starke bis mittelstarke Konvektion, und am 27. August entstand ungefähr 1340 km westsüdwestlich von Praia ein 1012 mbar Tiefdruckgebiet. In den kommenden Tagen konnte sich das System nicht besser entwickeln, doch am 30. August konnte sich die Welle besser definieren, indem das zyklonische Drehen deutlicher im Tief wahrgenommen werden konnte. Die Konvektion nahm am nächsten Tag weiter zu, und ein Aufklärungsflug entdeckte im System eine geschlossene Bodenzirkulation. Dementsprechend stufte das NHC das System zum Tropischen Tiefdruckgebiet Sechs auf, während es zirka 295 km ostsüdöstlich der südlichen Inseln unter dem Winde gelegen war. Das System bewegte sich schließlich aufgrund eines starken Hochdruckrückens im Norden in westnordwestliche Richtung. Der tropische Wirbelsturm befand sich in einem Gebiet mit warmen Wassertemperaturen und leichter Windscherung und konnte sich daher am 1. September, kurz nachdem er über Grenada gezogen war, zu einem tropischen Sturm verstärken. Felix konnte sich daraufhin, mit einem dichten Kernbereich und geschwungenen Regenbändern, schnell verstärken und entwickelte noch am selben Tag ein Augenmerkmal. Aufgrund von Daten des Aufklärungsflugzeuges schätzte das NHC, dass sich der Sturm am 2. September 250 km ostnordöstlich von Bonaire in einen Hurrikan verstärkte.

Felix von der Internationalen Raumstation aus gesehen

Der Hurrikan bewegte sich nun in einem Gebiet mit extrem geringer Windscherung und sehr hohem ozeanischen Hitzegehalt (das heißt, dass das 26-°C-Isotherm, das ein Hurrikan zur Intensivierung benötigt, bis zu einer großen Tiefe reicht) und konnte daher schnell ein klar definiertes Auge, eine symmetrische Struktur und gute Höhenausströmung entwickeln. Felix wurde daraufhin noch am selben Tag in einen großen Hurrikan aufgestuft. Der Hurrikan verstärkte sich darauf weiterhin rapide und konnte sich wenig später in einen Hurrikan der Kategorie 4, mit einem Zentraldruck von 957 mbar verstärken. Dies entspricht einem Zentraldruckabfall von 3,4 mbar pro Stunde, die das NHC als „eine der rapideren Intensivierungen, die wir beobachtet haben“ einstufte. Ein Aufklärungsflugzeug beobachtete einen sogenannten Stadiumeffekt im Auge des Wirbelsturms und nahm wahr, dass das Auge auf einen Durchmesser von 22 km geschrumpft war. Ein nachfolgender Aufklärungsflug verzeichnete Flughöhenwinde von 280 km/h im südwestlichen Quadranten der Eyewall, und Bodenwinde von 306 km/h wurden im nordöstlichen Teil der Eyewall gemessen, wobei das NHC angab, dass dieser Wert durch Graupel in den Wolken verfälscht worden sein könnte. Basierend auf diesen Beobachtungen ermittelte das NHC, dass der Sturm am 3. September die Kategorie 5, mit Windgeschwindigkeiten von 280 km/h, erreicht hatte. Während der Beobachtungen geriet das Aufklärungsflugzeug in extreme Turbulenzen und potenziell gefährlichen Graupel und musste die Mission abbrechen.

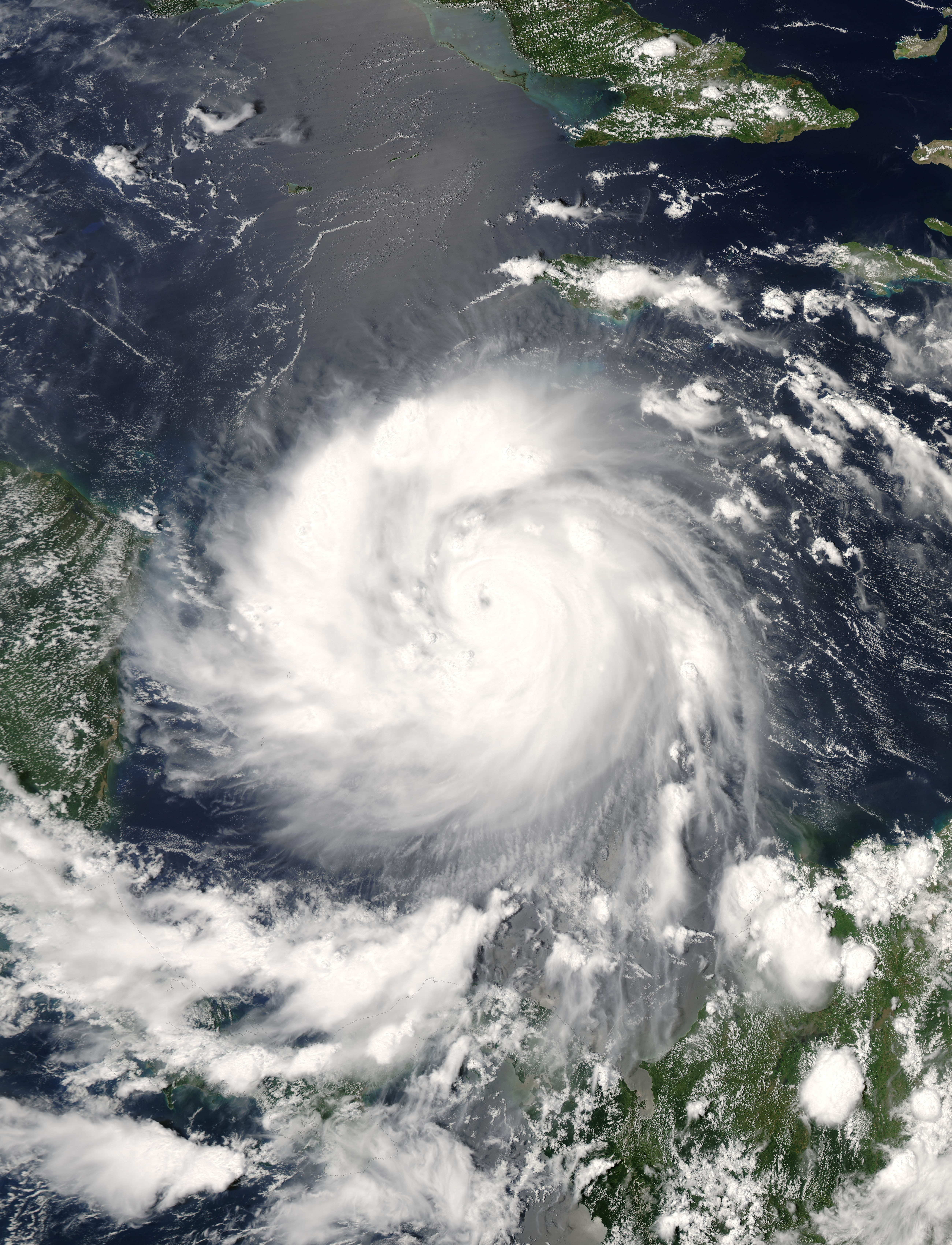
Felix nähert sich Zentralamerika

Das System bewegte sich weiterhin in Richtung Westen, und der Durchmesser des Auges des Sturms verringerte sich auf 19 km. Das NHC schätzt, dass der Hurrikan seine größte Intensität, rund 9 Stunden nachdem er zur Kategorie 5 aufgestuft worden war, mit einem Zentraldruck von 929 mbar erreichte. Zuerst wurde vorhergesagt, dass der Sturm sich westnordwestwärts bewegen und somit Belize treffen würde, bevor er die Halbinsel Yucatán kreuzen würde. Dies bewahrheitete sich nicht und der Sturm bewegte sich geradewegs in Richtung Westen. Später begannen sich die Wolkengipfel nahe dem Zentrum des Sturmes zu erwärmen und der Sturm schwächte sich auf die Kategorie 4, mit Windgeschwindigkeiten von 235 km/h, ab. Am 4. September komplettierte Felix einen Eyewall Austausch Zyklus und verstärkte sich zum zweiten Mal in einen Kategorie 5 Hurrikan. Kurz darauf ging er mit Winden von 260 km/h im äußersten Nordosten von Nicaragua an Land. Der Sturm konnte auch noch neun Stunden nach dem Erreichen des Festlandes eine bemerkenswerte Struktur erhalten, doch die Winde schwächten sich rapide ab. Am 5. September schwächte sich Felix in einen tropischen Sturm ab und die Höhenzirkulation löste sich von der Bodenzirkulation ab. Das System schwächte sich in ein tropisches Tiefdruckgebiet ab, als es ins südliche Honduras zog, und kurz darauf degenerierte Felix in ein breites Resttief.

## Vorbereitungen
Als sich Felix in einen tropischen Wirbelsturm entwickelt hatte, wurden für Saint Vincent und die Grenadinen, Tobago und Grenada Tropensturmwarnungen ausgegeben und für die venezolanischen Küste von Cumaná bis Pedernales, inklusive der Isla Margarita, sowie für die ABC-Inseln Tropensturmwachen ausgegeben. Die nationale Notfallsmanagementagentur von Tobago wurde voll aktiviert und stellte 79 Notunterkünfte bereit. Gleichzeitig mit der Aufstufung Felix’ in einen tropischen Sturm wurden die Tropensturmwachen für die ABC-Inseln mit Tropensturmwarnungen ausgetauscht. Am 2. September wurde eine Hurrikanwache für die Inseln ausgegeben, worauf viele Touristen die Inseln mit Flugzeugen zu verlassen versuchten, um dem Sturm zu entgehen. Ebenfalls am 2. September gab die Regierung von Jamaika eine Tropensturmwache heraus, die aber, nachdem der Sturm weit südlich der Insel vorbeizog, abgesagt wurde. Später an diesem Tag wurde für Grand Cayman eine Tropensturmwache und am nächsten Tag für Providencia eine Tropensturmwarnung herausgegeben. Am 3. September wurde für die karibische Küste Guatemalas sowie für die gesamte Küste von Belize eine Hurrikanwache herausgegeben.
Früh am 3. September gab die Regierung von Honduras für die Küste von El Limón bis zur honduranisch-nicaraguanischen Grenze eine Hurrikanwache heraus, die sechs Stunden später mit einer Hurrikanwarnung ausgetauscht wurde. Gleichzeitig wurde eine Hurrikanwache bis zur honduranisch-guatemaltekischen Grenze ausgeweitet, und eine Tropensturmwarnung wurde am nächsten Tag für dieses Gebiet aufgestellt. Die Behörden ordneten Evakuierungen für Bewohner der tiefliegenden küstennahen Gebieten an, und am 3. September wurden 300 Touristen von den Islas de la Bahía in Sicherheit gebracht, und zusätzliche 400 bereiteten sich auf eine Abreise mit dem Flugzeug vor. Ungefähr 2000 Menschen wurden von den Küstengebieten evakuiert.
Am 3. September, zirka 21 Stunden vor der Ankunft des Sturmes gaben die nicaraguanischen Behörden eine Hurrikanwarnung von Puerto Cabezas nordwärts bis zur Grenze heraus. Zirka 12 Stunden vor der Ankunft des Sturmes wurde eine Tropensturmwarnung von Puerto Cabezas südwärts bis Prinzapolka herausgegeben. Vor der Ankunft des Sturmes schickten die Behörden etwa 63 Tonnen Mahlzeiten und Notvorräte in das betroffene Gebiet.

## Auswirkungen

### Karibische Inseln

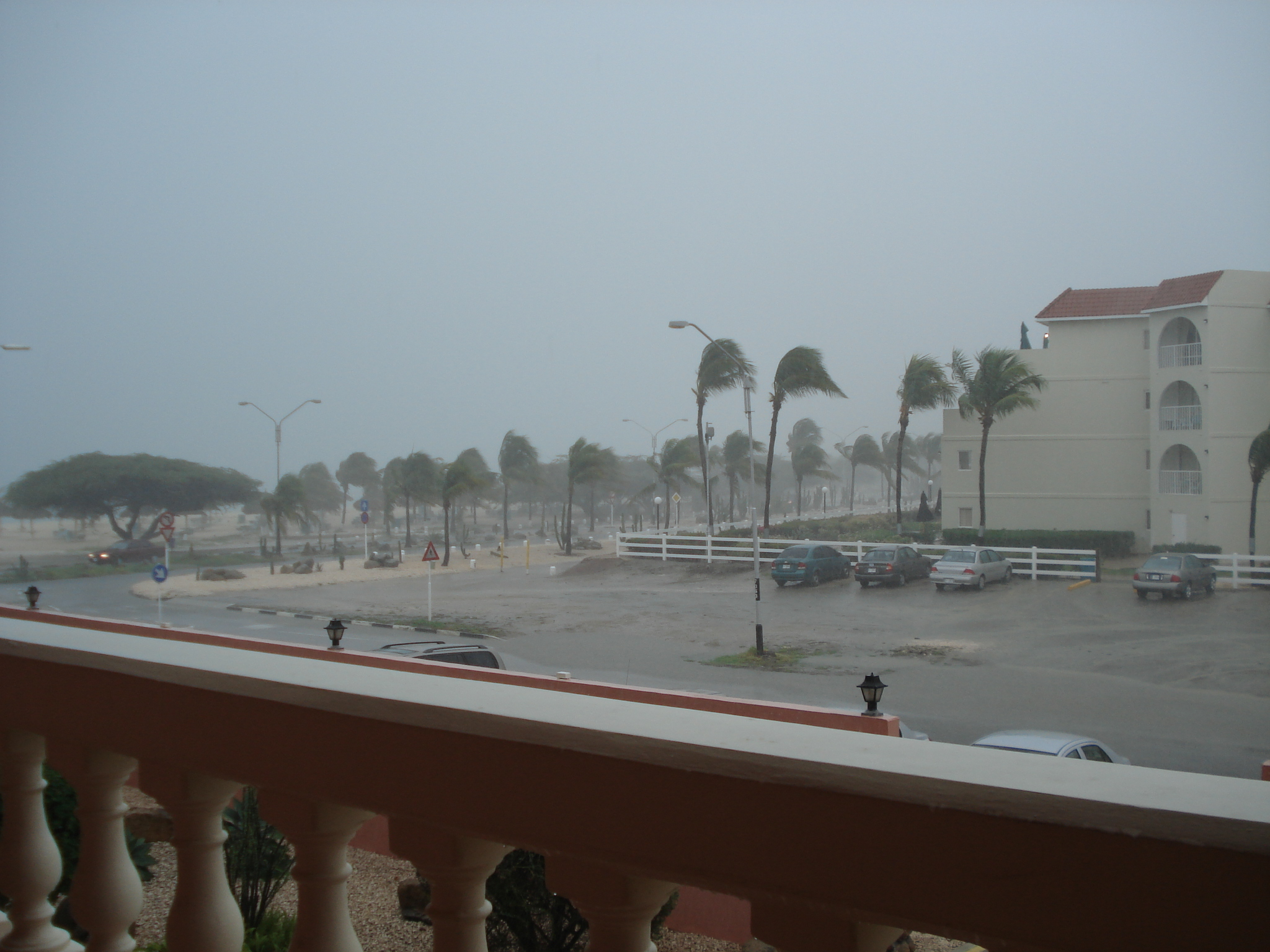
Felix passiert Aruba

Am 1. September um ungefähr 12 Uhr UTC, wurde eine Windböe von 74 km/h in Barbados aufgezeichnet, und zur ungefähr selben Zeit wurde in St. Vincent eine Böe von 71 km/h erfasst. Der Sturm verursachte starke Regenfälle auf den Inseln unter dem Winde. Auf Trinidad verursachten schwere Niederschläge Schlammlawinen und zahlreiche Brücken wurden durch über das Ufer laufende Flüsse zerstört, starke Winde beschädigten mehrere Gebäude auf der Insel. Auf der Nachbarinsel Tobago konzentrierten sich die Schäden auf die nördliche Hälfte der Insel, wo schwere Regenfälle Schlammlawinen auslösten. Die Schäden auf Tobago werden auf $40000 US-Dollar geschätzt. Felix verursachte böigen Wind auf Grenada, der mehrere Strommasten zerstörte und auch Dachschäden an zwei Gebäuden anrichtete. Hohe Wellen rissen außerdem einige Schiffe von ihren Ankern. In St. Lucia beschädigten die Winde des Sturmes das Dach eines Ladens in Castries. In weiterer Folge stürzte das Dach ein und zerstörte 12 Fahrzeuge.
Auf den ABC-Inseln brachte der Sturm böigen Wind und starken Regen mit sich, die Schäden auf Bonaire hielten sich aber in Grenzen. Auf Curaçao überschwemmten die heftigen Regenfälle mehrere Häuser. In Aruba beschädigten die Winde ein Haus und verursachte einen kurzen Stromausfall in einem nördlichen Dorf. Hurrikan Felix verursachte starke Winde und Wellen von über 3 m entlang der Nordküste Venezuelas, wobei ein Mann in Puerto Cabellos verschwand.

### Zentralamerika
Erster Nachrichten zufolge verursachte der Sturm schwere Schäden in Nicaragua und Honduras, wo der Sturm an Land gegangen war. In Puerto Cabezas erlitt beinahe jedes Gebäude zumindest Dachschäden. Entlang der Miskitoküste wurden Überflutungen und Schlammlawinen gemeldet, die viele Häuser (meist ärmliche Wohnstätten) zerstört und Autobahnen blockiert. Die Regierung Nicaraguas erklärte die nördliche karibische Küste zum Katastrophengebiet. Die Miskito Keys, die zirka 70 km von der Stadt Bilwi entfernt am Meer gelegen sind, zählten zu dem am stärksten betroffenen Gebieten. Felix erreichte zwar die Miskito Keys nicht, seine Ausläufer entwickelten dort jedoch die größte Wucht. Die Winde des Hurrikans von mehr als 260 km/h zerstörten die Keys komplett und nur noch Pfeiler, die früher das Fundament der Häuser waren, blieben übrig.
Zumindest 133 Menschen kamen durch den Sturm ums Leben, alleine 130 davon in Nicaragua. Es wurden nur wenige Details bekannt, jedoch wurden 25 Miskito Fischer weggeschwemmt, ein Opfer ertrank auf einem Boot, ein Opfer durch einen umgestürzten Baum und ein indirektes Opfer, aufgrund medizinischer Komplikationen während der Geburt wurden berichtet. In Honduras wurden zumindest drei Tote berichtet. Davon geschah einer während einer Motorbootunfalls, aufgrund des heftigen Regens und Erdrutschen und zwei geschahen bei Überflutungen in der Hauptstadt Tegucigalpa. Jedoch wurden hunderte von Personen vermisst, die meisten davon auf hoher See, wobei mehrere Personen wieder auftauchten.
Laut offiziellen Angaben waren mindestens 40000 Personen vom Wirbelsturm betroffen und 9000 Häuser wurden zerstört, die meisten davon in Bilwi (Puerto Cabezas), das von der Regierung zum Katastrophengebiet erklärt wurde. Ein totales Fehlen von Hilfe und Vorräten wurde aus diesem Gebiet gemeldet. Daraufhin schickten Venezuela, Kuba, die USA und Honduras sofort Hilfsgüter ins Katastrophengebiet und das nicaraguanische Rote Kreuz startete einen Spendenaufruf im ganzen Land. Der nicaraguanische Präsident Daniel Ortega besuchte am Tag nach der Katastrophe die Stadt Bilwi und versprach den betroffenen Menschen einen Wiederaufbau der zerstörten Gebäude. Die Zerstörung in Nicaragua betrug etwa $46,7 Millionen US-Dollar.
Überschwemmungen wurden auch in Honduras gemeldet, besonders in Tegucigalpa und den nordwestlichen Regionen, wo zwei über das Ufer getretene Flüsse ein landwirtschaftlich genutztes Gebiet überschwemmten. Auf der Küste von Guatemala wurden ebenfalls Überflutungen gemeldet, 850 Menschen mussten in Sicherheit gebracht werde. Aufgrund von Ernteausfällen kam es zu einem Schaden von $3,64 Millionen US-Dollar in Honduras.

## Nachwirkungen
Nach Felix litten etwa 160.000 Menschen in Not, da der Sturm viele Gemeinden stark beeinträchtigte. Die Vereinten Nationen starteten einen Aufruf für $48 Millionen US-Dollar an Soforthilfe für die am stärksten betroffenen Gebiete, besonders in Nicaragua. Die Vereinigten Staaten stellten etwa $1,17 Millionen US-Dollar an Hilfeleistungen zur Verfügung und die Europäische Union spendete eine Million Euro.

### Streichung des Namens
Der Name Felix wurde, aufgrund seiner großen Opferzahl, offiziell am 13. Mai 2008 während der jährlichen Versammlung der WMO in Orlando, Florida für immer aus den Namenslisten für tropische Wirbelstürme im Atlantik gestrichen. Der Name Felix wurde durch Fernand ersetzt.